# Nemečky
Nemečky (ungarisch Nemecske) ist eine slowakische Gemeinde im Okres Topoľčany und im Nitriansky kraj mit 316 Einwohnern (Stand 31. Dezember 2024).

## Geographie

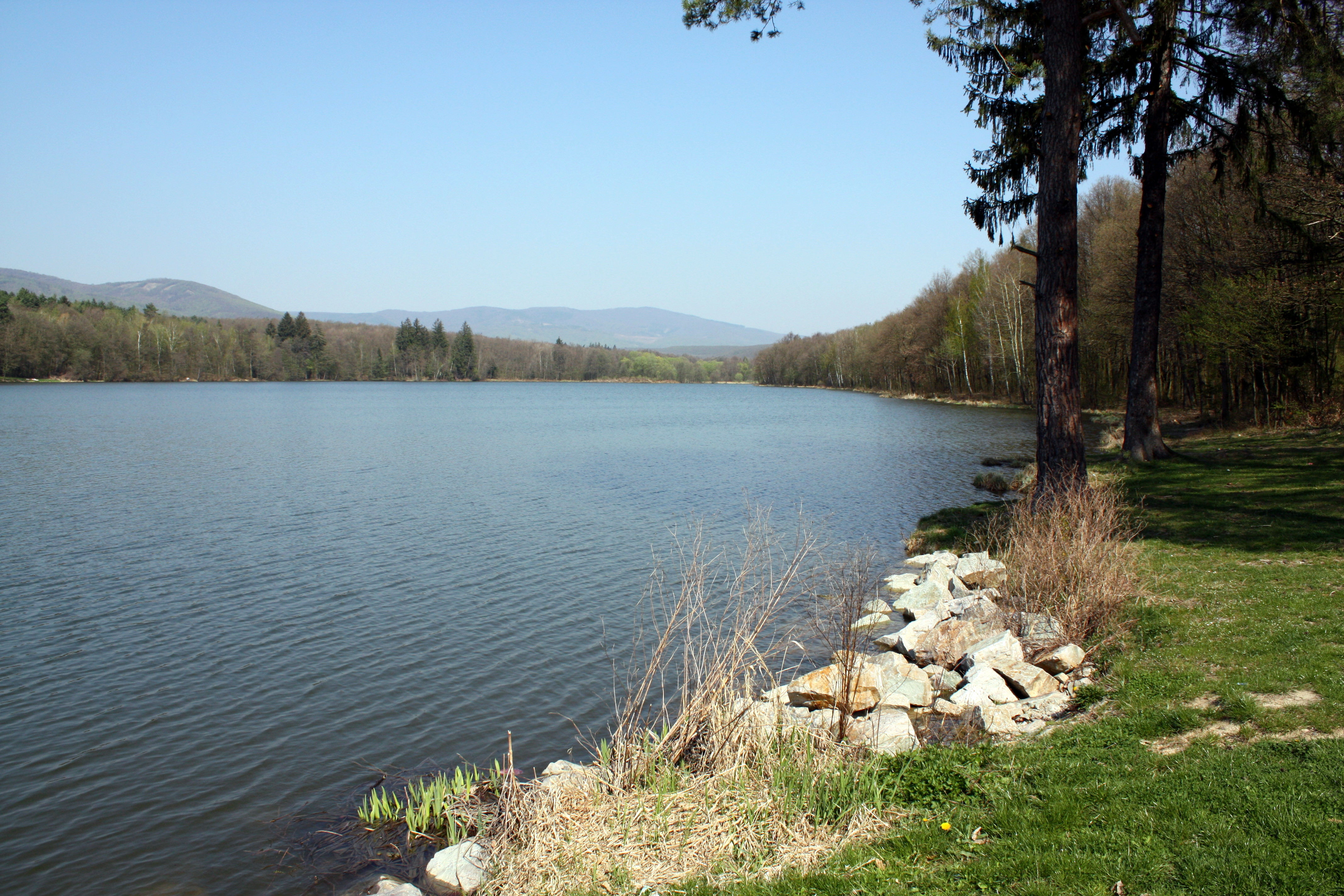
Stausee Nemečky

Die Gemeinde befindet sich am Übergang vom nördlichen Teil des Hügellands Nitrianska pahorkatina in die südöstlichen Hänge des Gebirges Považský Inovec, am Oberlauf des Flüsschens Chotina im Einzugsgebiet der Nitra. Oberhalb des Ortes erstreckt sich der von der Chotina durchgeflossene Stausee Nemečky mit einer Größe von 14 ha. Das Ortszentrum liegt auf einer Höhe von 270 m n.m. und ist 15 Kilometer von Topoľčany entfernt.
Nachbargemeinden sind Zlatníky im Norden, Malé Hoste und Pochabany im Nordosten, Veľké Hoste im Osten, Tvrdomestice im Süden und Prašice im Südwesten und Westen.

## Geschichte
Das Gemeindegebiet von Nemečky wurde in der Jungsteinzeit besiedelt. Archäologisch nachgewiesen sind Siedlungen der Lengyel-Kultur und der Theiß-Kultur und ein slawisches Hügelgrab aus dem 7. und 8. Jahrhundert.
Der heutige Ort entstand im damaligen Gemeindegebiet von Prašice, wurde zum ersten Mal 1359 als Nemechke schriftlich erwähnt und war zuerst königliches Gut, im 16. Jahrhundert besaß die Familie Újfalussy den Ort, gefolgt ab dem Jahr 1641 von der Familie Berényi, teilweise hielten landadlige Familien den Besitz. 1715 gab es Weingärten und 15 Haushalte in Nemečky, 1787 hatte die Ortschaft 44 Häuser und 299 Einwohner, 1828 zählte man 40 Häuser und 281 Einwohner, die als Landwirte beschäftigt waren. Im 19. und 20. Jahrhundert besaß die Familie Nemeshegyi Güter im Ort.
Bis 1918 gehörte der im Komitat Neutra liegende Ort zum Königreich Ungarn und kam danach zur Tschechoslowakei beziehungsweise heute Slowakei. In der ersten tschechoslowakischen Republik waren die Einwohner auch als Waldarbeiter und Saisonarbeiter beschäftigt.

## Bevölkerung
| Jahr                | 1994 | 2004    | 2014    | 2024    |
| ------------------- | ---- | ------- | ------- | ------- |
| Anzahl der Personen | 277  | 302     | 312     | 316     |
| Unterschied         |      | +9,02 % | +3,31 % | +1,28 % |

| Jahr                | 2023 | 2024    |
| ------------------- | ---- | ------- |
| Anzahl der Personen | 320  | 316     |
| Unterschied         |      | −1,25 % |

Gemäß der Volkszählung 2011 wohnten in Nemečky 309 Einwohner, alle davon Slowaken.
286 Einwohner bekannten sich zur römisch-katholischen Kirche, zwei Einwohner zur Evangelischen Kirche A. B. und zwei Einwohner zu einer anderen Konfession. 14 Einwohner waren konfessionslos und bei fünf Einwohnern wurde die Konfession nicht ermittelt.